# The Christmas Collection
The Christmas Collection és el segon àlbum d'estudi del grup de crossover clàssic internacional Il Divo, format per quatre cantants (Carlos Marín, Sébastien Izambard, David Miller i Urs Bühler).
L'àlbum consta d'una col·lecció de cançons de Nadal o inspirades en ella i va ser llançat al mercat el 25 d'octubre de 2005 en set països Estats Units, Canadà, Àustria, Eslovènia, Països Baixos, Suècia i Finlàndia.

## Personal
Il Divo
- Carlos Marín, espanyol.
- Sébastien Izambard, francès.
- David Miller, nord-americà.
- Urs Bühler, suís.

Personal addicional
- Dave Arch: Arranjaments orquestrals
- Walter Chin: Fotografia
- Chris Laws: Enginyer, Edició Digital
- Steve Mac: Producció
- Vlado Meller: Mastering
- Joanne Morris: Disseny
- Daniel Pursey: Enginyer
- Mike Ross-Trevor: Enginyer
- Ren Swan: Enginyer, Mescles

## Llistes de popularitat i certificacions
Es va convertir en l'àlbum de Nadal més venut als Estats Units en el 2005, en tres dels set països on va ser editat va aconseguir llocs superiors al #5 en les llistes globals, destacant Canadà, on va ser número #1.
| País          | Premis      | Posició |
| Canadà        | Doble Platí | #1      |
| Estats Units  | Platí       | #14     |
| Eslovènia     |             | #3      |
| Països Baixos |             | #4      |
| Suècia        |             | #4      |
| Finlàndia     |             | #11     |
| Austràlia     |             | #18     |